# Culicoides flavidorsalis
Culicoides flavidorsalis är en tvåvingeart som beskrevs av Tokunaga 1959. Culicoides flavidorsalis ingår i släktet Culicoides och familjen svidknott. Inga underarter finns listade i Catalogue of Life.